# 乔·波洛
乔·波洛（英語：Joe Polo，1982年12月10日—），生于明尼苏达州杜鲁斯，美国男子冰壶运动员。他曾代表美国获得2018年冬季奥运会男子冰壶金牌和2006年冬季奥运会男子冰壶铜牌。